# Джон Кліз
Джон Марвуд Кліз (англ. John Marwood Cleese [ˈkli ː z]; нар. 27 жовтня 1939, Вестон-сьюпер-Мер, Сомерсет, Велика Британія) — англійський актор, комік, учасник британської комедійної групи «Монті Пайтон».
Також знявся у двох фільмах про Джеймса Бонда, двох про Гаррі Поттера, має звукові ролі у трьох мультфільмах про Шрека. Співзасновник компанії Video Arts, що виробляє розважальні та навчальні фільми.

## Фільмографія
- 1968 — Як дратувати людей / How to Irritate People (телефільм)
- 1969 — «Чарівний християнин» /The Magic Christian
- 1969 — The Best House in London
- 1970 — The Rise and Rise of Michael Rimmer (актор і автор сценарію)
- 1971 — «Монті Пайтон: а зараз щось зовсім інше» / And Now for Something Completely Different (актор та автор сценарію)
- 1974 — Romance with a Double Bass (актор і автор сценарію)
- 1974 — «Монті Пайтон і Священний Грааль» / Monty Python and the Holy Grail (актор і автор сценарію)
- 1975-1979 — Башти Фолті / Fawlty Towers
- 1976 — Зустрічі, чортові зустрічі / Meetings, Bloody Meetings (навчальне відео)
- 1977 — The Strange Case of the End of Civilization as We Know It
- 1979 — «Життя Брайана за Монті Пайтон» / Life of Brian (актор і автор сценарію)
- 1980 — The Secret Policeman's Ball
- 1981 — «Велика лялькова подорож» / The Great Muppet Caper
- 1981 — «Бандити в часі» / Time Bandits
- 1982 — Privates on Parade
- 1983 — «Сенс життя, за Монті Пайтон» / Monty Python's The Meaning of Life (актор і автор сценарію)
- 1985 — «Сільверадо» / Silverado
- 1986 — «Як годинник» / Clockwise
- 1988 — «Рибка на ім'я Ванда» / A Fish Called Wanda (актор і автор сценарію)
- 1989 — «Ерік-вікінг» / Erik the Viking
- 1990 — «В яблучко» / Bullseye!
- 1991 — «Американський хвіст 2: Файвел їде на захід» / An American Tail: Fievel Goes West (озвучування)
- 1993 — «переплутали спадкоємці» / Splitting Heirs
- 1994 — «Франкенштейн Мері Шеллі» / Mary Shelley's Frankenstein
- 1994 — «Книга джунглів» / Rudyard Kipling's The Jungle Book
- 1997 — «Люті створення» / Fierce Creatures
- 1997 — «Джордж з джунглів» / George of the Jungle (озвучування)
- 1999 — «Приїжджі» / The Out-of-Towners
- 1999 — «І цілого світу мало» / The World Is Not Enough
- 2001 — Quantum Project
- 2001 — «Щурячі перегони» / Rat Race
- 2001 — «Чарівне Різдво у Мікі: Замкнені снігом в Мишачому домі» / Mickey's Magical Christmas: Snowed in at the House of Mouse (у ролі оповідача)
- 2001 — «Гаррі Поттер і філософський камінь» / Harry Potter and the Philosopher's Stone (у ролі Майже безголового Ніка)
- 2002 — «Гаррі Поттер і таємна кімната» / Harry Potter and the Chamber of Secrets
- 2002 — «Помри, але не зараз» / Die Another Day
- 2002 — «Пригоди Плуто Неша» / The Adventures of Pluto Nash
- 2003 — Ангели Чарлі: Тільки вперед / Charlie's Angels: Full Throttle
- 2004 — «Шрек 2» / король Гарольд (озвучування)
- 2004 — «Навколо світу за 80 днів» / Around the World in 80 Days
- 2005 — «Веліант» / Valiant (озвучування)
- 2005 — Марнотратники життя / Man About Town
- 2007 — «Шрек III» / Shrek the Third (озвучування)
- 2008 — «День, коли Земля зупинилася» / The Day the Earth Stood Still
- 2009 — «Рожева Пантера 2» / The Pink Panther 2
- 2009 — «Планета-51» / Planet 51 (озвучування)
- 2010 — «Спуд» / Spud
- 2010 — «Легенди нічної варти» / Legend of the Guardians: The Owls of Ga'Hoole (озвучування)
- 2010 — «Шрек назавжди» / Shrek Forever After (озвучування)
- 2011 — «Великий рік» / The Big Year (озвучування)
- 2011 — «Вінні Пух» / Winnie the Pooh (озвучування)
- 2012 — «Бог любить ікру» / God Loves Caviar
- 2013 — «Крейда» / Chalky
- 2013 — «Літачки» / Planes
- 2015 — Все як ти захочеш / Absolutely Anything
- 2016 — Тролі / Trolls
- 2018 — Зачарований принц / Charming
- 2019 — Вартові Арктики / Arctic Justice
- 2021 — Великий червоний пес Кліффорд / Clifford the Big Red Dog

## Озвучування відеоігор
| Рік  | Назва                                       | Роль                      |
| ---- | ------------------------------------------- | ------------------------- |
| 1994 | Monty Python's Complete Waste of Time       |                           |
| 1994 | Storybook Weaver                            | Оповідач                  |
| 1996 | Monty Python & the Quest for the Holy Grail |                           |
| 1997 | Сенс життя за Монті Пайтоном                |                           |
| 1998 | Starship Titanic                            | Бомба                     |
| 2000 | 007 Racing                                  | R                         |
| 2000 | The World Is Not Enough (Nintendo 64)       | R                         |
| 2000 | The World Is Not Enough (PlayStation)       | R                         |
| 2004 | James Bond 007: Everything or Nothing       | Q                         |
| 2004 | Time Troopers                               | Спеціальний агент Вормолд |
| 2004 | Trivial Pursuit: Unhinged                   |                           |
| 2005 | Jade Empire                                 | Сер Родерік               |
| 2007 | Shrek the Third                             | Король Гарольд            |
| 2010 | Fable III                                   | Джеспер                   |
| 2012 | Smart As...                                 | Оповідач                  |
| 2014 | The Elder Scrolls Online                    | Сер Кедвелл               |
| 2015 | The Elder Scrolls Online: Tamriel Unlimited | Сер Кедвелл               |
| 2016 | The Elder Scrolls Online: Gold Edition      | Сер Кедвелл               |
| 2016 | Payday 2                                    | Дворецький                |
| 2017 | Raid: World War II                          |                           |
| 2018 | The Elder Scrolls Online: Summerset         | Сер Кедвелл               |
| 2019 | The Elder Scrolls Online: Elsweyr           | Сер Кедвелл               |
| 2020 | The Elder Scrolls Online: Greymoor          | Сер Кедвелл               |
| 2021 | The Elder Scrolls Online: Blackwood         | Сер Кедвелл               |